# Зажече (потік)
Зажече, Заріччя — гірський потік в Україні, у Стрийському районі Львівської області. Правий доплив Стрию (басейн Дністра).

## Опис
Довжина потоку приблизно 4,25 км, найкоротша відстань між витоком і гирлом — 3,44 км, коефіцієнт звивистості потоку — 1,24. Формується багатьма безіменними гірськими струмками. Потік тече у межах Сколівських Бескидів (частина Українських Карпат).

## Розташування
Бере початок на північно-східних схилах гори Ясенець (885 м.) Тече переважно на північний схід понад горою Кобила (809 м) і на південно-східній стороні від села Підгородці впадає в річку Стрий, праву притоку Дністра.